# Palazzo Balbi (Venezia)

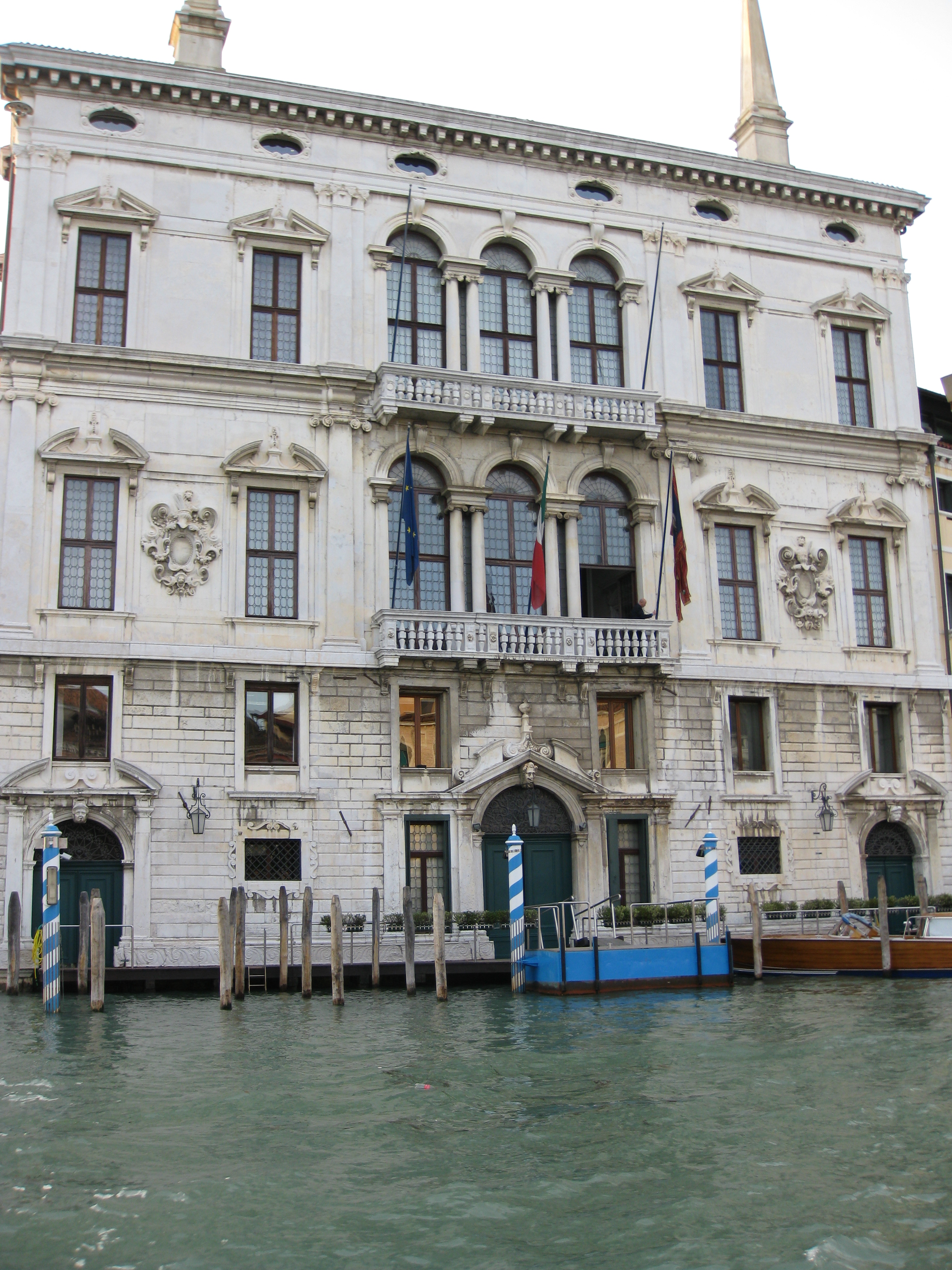
La facciata di Palazzo Balbi

Palazzo Balbi è un palazzo di Venezia, situato nel sestiere di Dorsoduro e affacciato sul Canal Grande in quella zona detta volta de canal, tra Ca' Foscari e Palazzo Caotorta Angaran. È la sede ufficiale del Presidente della Regione Veneto e della Giunta regionale.

## Storia
Palazzo Balbi è un edificio della seconda metà del Cinquecento, edificato su progetto di Alessandro Vittoria per essere la dimora della famiglia Balbi, compresi nel patriziato. Il committente si chiamava Nicolò Balbi. Il cantiere rimase aperto solo otto anni, dal 1582 al 1590, forse a causa dell'urgenza del proprietario di trovare una nuova sistemazione.

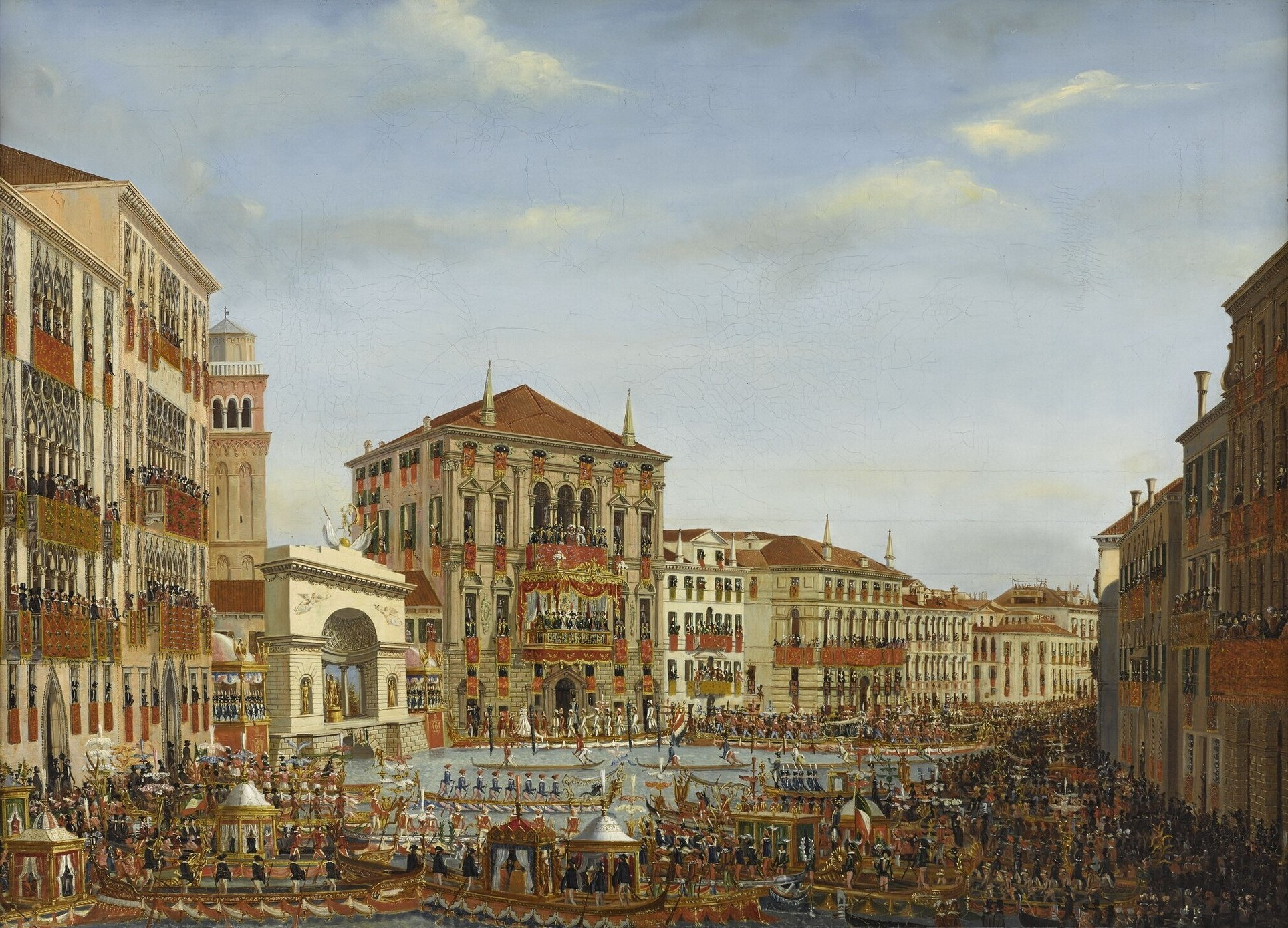
Giuseppe Borsato - Napoleone assiste alla regata a Venezia nel 1807. Il generale è affacciato da palazzo Balbi.

Numerosi furono i restauri che si sono susseguiti nel corso degli anni, tra i quali quello del 1737 realizzato su commissione di Lorenzo Balbi e quello successivo che vide l'aggiunta di opere realizzate da Jacopo Guarana. Nel 1807 vi fu ospitato Napoleone Bonaparte, che ebbe così modo di assistere alla regata organizzata in suo onore. Nei vari anni l'edificio fu spesso affittato. Già nel testamento del fondatore emerge come uno dei piani nobili fosse stato affittato assieme ai relativi vani ammezzati a Almorò Pisani. Tra gli altri affittuari ricordiamo anche i Valmarana e i Biondi.
Nel 1887 passò a Michelangelo Guggenheim, che lo elesse a sede dei suoi "laboratori per le arti industriali", lo rimodernò e vi portò la sua personale collezione d'arte, messa all'asta nel 1913.
Passò nel 1925 alla Società Adriatica di Elettricità. Questa ne curò una ristrutturazione che vide l'abbattimento di uno dei due scaloni monumentali.
Nel 1971 il palazzo diviene proprietà della Regione Veneto che ne fa una delle sue sedi più prestigiose, dove abita il presidente della regione. Nel 1973 è stato sottoposto a un nuovo intervento conservativo.

## Architettura
Il palazzo è di tre piani, con mezzanino e ammezzato nel sottotetto, e presenta una facciata perfettamente simmetrica, che manifesta i primi segni dell'architettura barocca pur nel rispetto delle forme rinascimentali. Elemento significativo di questa transizione è l'accentuarsi dei chiaroscuri sulla facciata.
Al piano terra, la facciata presenta al centro un grande portale a tutto sesto recante un mascherone e arricchito da un timpano di forma triangolare, impreziosito da ulteriori decorazioni nella parte superiore. Il motivo del timpano -interrotto- compare qui per la prima volta a Venezia e sarà ripreso in seguito. Ai lati sono presenti due ingressi minori, decorati con timpani mistilinei. I due piani nobili, di uguali dimensioni, sono tripartiti verticalmente per mezzo di lesene e separati orizzontalmente da uno spesso marcapiano; presentano centralmente due trifore a tutto sesto sovrapposte con coppie di colonnine ioniche e balaustra; ai lati una coppia di monofore rettangolari timpanate. Tra le monofore del primo piano nobile sono inseriti in bassorilievo due stemmi dei Balbi.
Sotto il cornicione dentellato sono presenti sei monofore ovali di piccole dimensioni, inserite in una lavorata cornice lapidea. Tale motivo si ispira all'operato di Jacopo Sansovino e verrà ripreso anche da Baldassarre Longhena. Sul tetto, a dominare la facciata, due pinnacoli a forma di obelisco, richiamanti quelli di Palazzo Belloni Battagia. All'interno sono conservati degli affreschi settecenteschi di Jacopo Guarana.

## Leggenda
Lo scrittore di curiosità veneziane Giuseppe Tassini riporta un suggestivo aneddoto legato alla costruzione di questo edificio. Il committente, Nicolò Balbi, viveva al tempo in una casa presa in affitto. Un giorno, essendosi in buona fede dimenticato di pagare l'affitto, venne affrontato dal suo padrone di casa. Pesantemente offeso, pagò il debito ma decise contestualmente di farsi edificare una propria dimora. Si trasferì allora con tutta la famiglia su una casa galleggiante, ancorata proprio di fronte alla casa dell'ex padrone, per fare in modo che la residenza di questi venisse oscurata.